# Serendipitate

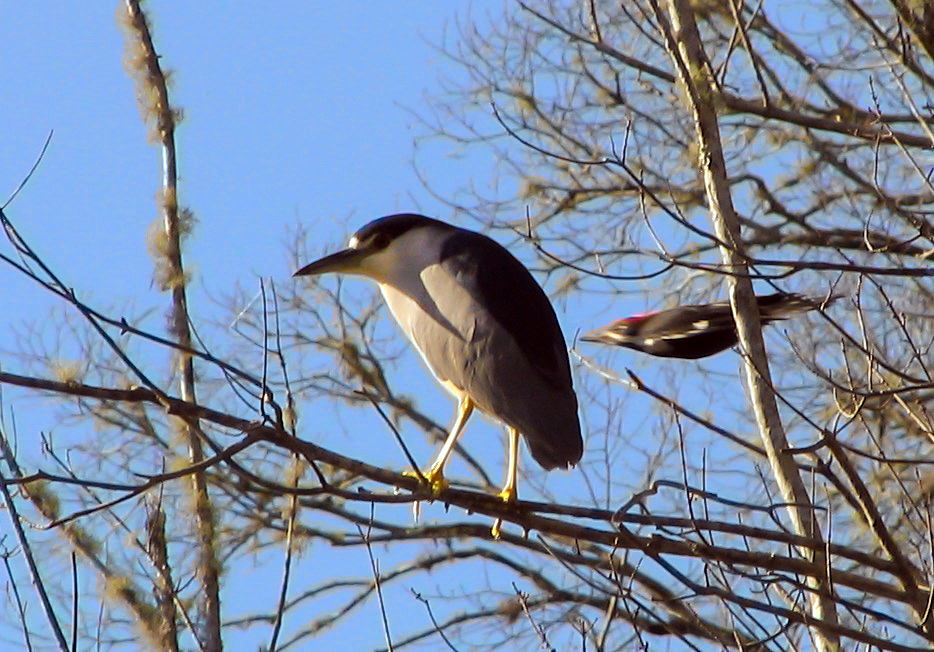
Fotografia era destinată unui stârc de noapte încoronat; inițial, fotograful nu a fost conștient că a surprins o ciocănitoare cu creastă, în zbor.

Serendipitate (sau serendipity), este un cuvânt englezesc care înseamnă o descoperire întâmplătoare făcută în timp ce se căuta cu totul altceva. 
Cea mai faimoasă serendipitate este descoperirea gravitației de către Isaac Newton; el însuși a declarat unui prieten că ieșise în grădină, când a văzut cum cade un măr și, brusc, s-a întrebat ce a făcut să cadă acel fruct spre centrul pământului și nu lateral sau în sus! Totuși, mărul nu-i căzuse în cap, așa cum povestesc profesorii la clasă.
Termenul de serendipity a fost inventat de Horace Walpole în 1754. Într-o scrisoare pe care a trimis-o prietenului său Horace Mann, Walpole a explicat o descoperire neașteptată pe care a făcut-o despre un  tablou (pierdut) al Biancăi Cappello de Giorgio Vasari, referindu-se la un basm persan, Cele Trei Prințese din Serendip. Prințesele, i-a spus el corespondentului său, "făceau mereu, absolut întâmplător, descoperiri pline de sagacitate, a unor lucruri pe care nu intenționaseră în niciun fel să le caute".
Serendipitatea este un eveniment comun de-a lungul istoriei descoperirilor științifice. Alte exemple, pe lângă cel al descoperirii gravitației amintit mai sus, sunt: descoperirea penicilinei de către Alexander Fleming în 1928, inventarea cuptorului cu microunde de Percy Spencer, în 1945, și inventarea bilețelului autocolant Post-it de către Spencer Silver în 1968.
În iunie 2004, o companie de traduceri britanică a votat acest cuvânt ca fiind unul dintre cele zece cuvinte englezești cel mai greu de tradus. Totuși, termenul a fost exportat în multe alte limbi.

## Etimologie
Primul care a folosit termenul de "serendipity" în limba engleză a fost Horace Walpole (1717-1797). Într-o scrisoare către Horace Mann (din data de 28 ianuarie 1754) a spus că ell- a format de la un termen din basmul persan Cele Trei Prințese din Serendip.  Numele vine de la Serendip, un nume vechi pentru Sri Lanka (fost Ceylon), numit Sarandib de către comercianții arabi. Este derivat din sanscritul Siṃhaladvīpaḥ (insula Siṃhalaḥ, Sri Lanka + dvīpaḥ).
Bahramdipity este derivat direct din Bahram Gur, caracterizată în Cele Trei Prințese din Serendip. Acesta descrie suprimarea unor descoperiri întâmplătoare sau rezultate de cercetare de către persoane puternice.

## Vezi și
- Coincidență
- Felix culpa
- Insight
- Gândirea laterală